# Ligsdorf
Ligsdorf (dt. Lüxdorf) ist eine französische Gemeinde mit 317 Einwohnern (Stand 1. Januar 2022) im Département Haut-Rhin in der Region Grand Est (bis 2015 Elsass).

## Geografie
Die Gemeinde Ligsdorf liegt im südlichen Sundgau, am Fuß des 816 m hohen Glaserbergs, der höchsten Erhebung des elsässischen Juras. Von Westen nach Osten fließt die in der Nachbargemeinde Winkel entspringende Ill durch das Gemeindegebiet von Ligsdorf, davon etwa 500 m unterirdisch. 
Der Ort ist eingebettet in die Malmkalk-Berge des Sundgau-Jura. In diesen zur Verkarstung neigenden Oberjurakalken versinkt die Ill wenig unterhalb ihrer Quelle, um erst wieder vor Ligsdorf auszutreten. Karsterscheinungen sind auch die Trockentäler, die von der Rue de Bendorf und der Rue de Ferette benützt werden. Die Ill folgt zwischen Winkel (dem Oratoire de St.-Antoine) und Huttingue einer Längstalfurche in einer Mulde des Faltenjuras.
Ligsdorf ist durch Straßen mit den Nachbargemeinden Winkel, Sondersdorf, Bendorf und Ferrette verbunden. Im Süden schließt sich die Gemeinde Lucelle an, die an die Schweiz grenzt.

## Geschichte
In der 1905 archäologisch untersuchten Rainbacherhöhle am Glaserberg wurden Steinzeitwerkzeuge, Rentier- und Bärenknochen entdeckt. Im 12. Jahrhundert erscheint eine sich nach dem Dorf benennende Adelsfamilie und im 13. Jahrhundert wird eine Schönenburg zwischen Ligsdorf und Hippoltskirch erwähnt, von der sich keine Reste erhalten haben. Die Überlieferung spricht von einem ersten, im 15. Jahrhundert abgebrannten Gotteshaus im Kappellgarten. Eine spätere Georgskirche befand sich auf einer kleinen Anhöhe westlich des Dorfes. Noch 1865 wird die Ruine dieser im 18. Jahrhundert aufgegebenen Kirche von der heute nur noch Grundmauern erkennbar sind, erwähnt. Diese Kirche war Mutterkirche für Ligsdorf, Bendorf und Winkel.
Bis 1324 gehörte der Ort zur Grafschaft Pfirt und kam dann durch die Heirat der Johanna von Pfirt mit Herzog Albrecht II. von Österreich an Habsburg. Im Westfälischen Frieden 1648 ging der Ort mit dem ganzen elsässischen Besitz der Habsburger an die französische Krone. Von 1871 bis zum Ende des Ersten Weltkrieges gehörte Ligsdorf als Teil des Reichslandes Elsaß-Lothringen zum Deutschen Reich und war dem Kreis Altkirch im Bezirk Oberelsaß zugeordnet.

## Bevölkerungsentwicklung
| Jahr      | 1910 | 1962 | 1968 | 1975 | 1982 | 1990 | 1999 | 2007 | 2018 |
| Einwohner | 316  | 258  | 270  | 236  | 276  | 313  | 297  | 342  | 307  |

## Bauwerke
Die jetzige Sankt-Georgskirche wurde 1768 errichtet. Die Vorhalle wurde 1864 angefügt. Beachtenswert ist der barocke Hauptaltar (1724), welcher aus der Klosterkirche von Masevaux (Masmünster) stammt. Im selben Stil die Seitenaltäre.
Fachwerkhaus Nr. 41 an der Rue Principale: Auf Symmetrie bedachtes Fachwerk mit Rautenmuster, vermutlich 18. Jahrhundert.
Das Schulhaus (Mairie/Ècole) von 1844 ist ein schlichter spätklassizistischer Walmdachbau der Louis-Philppe-Zeit.
Ortsbild: Die Häuser des alten Ortskerns reihen sich, fast immer traufständig, an der Rue Principale auf, wobei sie mehrfach eine geschlossene Straßenfront bilden. 

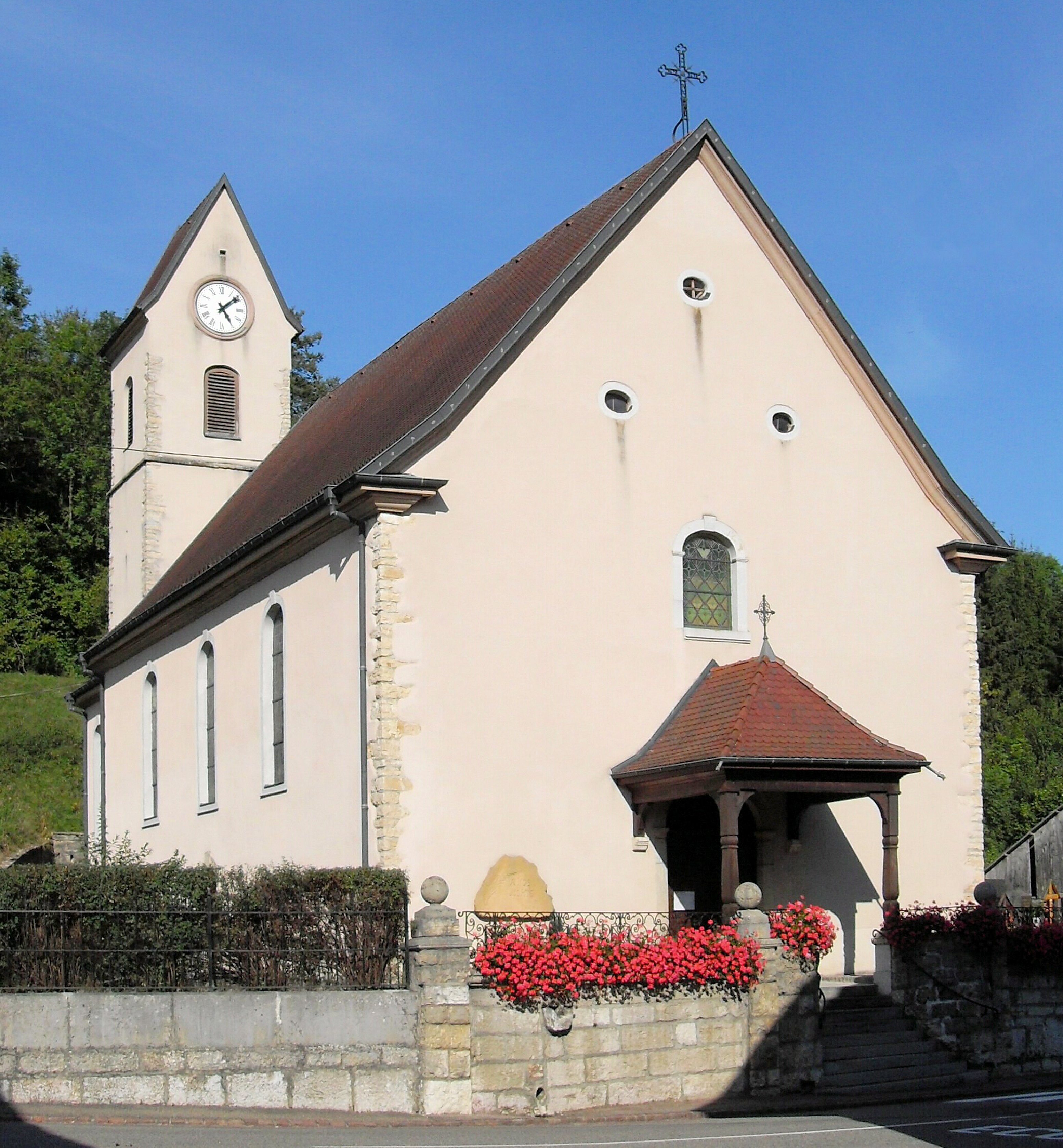
Kirche St. Georg